# Graymalkin
Graymalkin es un personaje ficticio que aparece en los cómics estadounidenses publicados por Marvel Comics. Es miembro de los Young X-Men y lleva el nombre de la dirección del Instituto Xavier. Su fuerza sobrehumana varía según la cantidad de luz a la que está expuesto y fue descubierto después de que su padre lo enterrara vivo por encontrarlo experimentando sexualmente con otro niño.

## Historia publicada
Graymalkin apareció por primera vez en 2008 en la serie de Marvel Comics, Jóvenes X-Men #1 durante una visión profética de Vendas. Su primera aparición completa fue en Jóvenes X-Men #3. Su desconocida vida anterior fue explorada en X-Men: Destino Manifiesto #3. Mientras aparece como principal en la actual serie de Jóvenes X-Men, ha aparecido como personaje secundario en varios otros títulos Marvel, incluyendo Invasión Secreta: X-Men y Lobezno y los Power Pack.

## Biografía ficticia del personaje

### Orígenes
Jonas Graymalkin era el único hijo de Charles y Marcia Graymalkin hace más de dos siglos. Su familia vivía en los terrenos donde se construiría finalmente el Instituto Xavier en Nueva York. Jonas tenía 16 años cuando su padre lo sorprendió en el granero con otro chico experimentando sexualmente; llamándolo abominación, su padre lo golpeó hasta dejarlo inconsciente y maldijo el vientre de su madre por haberlo concebido. Todavía movido por la rabia lo enterró en medio del bosque ignorando que aún estaba vivo. Completamente aislado de la luz, sus poderes mutantes se activaron y cayó en un estado de animación suspendida, en el que permaneció durante 200 años.

### Divididos venceremos
Después de los acontecimientos de Complejo de Mesías, Jonas se despertó después de lo que él describe como: Alguna clase de apocalipsis diezmó la zona, alterando la estructura misma de la tierra y despertándome de mi confinamiento. En Jóvenes X-Men #10 narran que Graymalkin fue descubierto por Cifra tras su despertar en la escuela destruida.
Él observa a los Jóvenes X-Men desde las sombras, viendo cómo lo dejan para enfrentarse a la Hermandad de Mutantes de Mancha Solar. Después de que Venda es capturada, Graymalkin decide que debe rescatarla, matar "al Cíclope" y hace referencias inexplicables a Cifra mientras divagaba. Más tarde se enfrenta a Cíclope y revela no sólo su poderes mutantes, super fuerza en la oscuridad, sino también que en realidad ese Cíclope era Donald Pierce disfrazado. A pesar de que había derrotado a Pierce, Graymalkin desconfía de Magma que anteriormente había usado sus poderes para solidificar a Arena en forma de vidrio. Le convencerá para confiar en ella mediante la transformación de Sooraya a su estado original. Demuestra un pensamiento anticuado de las habilidades mutantes, llamando "bruja" a Magma y refiriéndose a sus poderes como "brujería". Más tarde Magma le da un uniforme que él encuentra extraño y se van a combatir a Donald Pierce.
Graymalkin es muy protector de los jóvenes X-Men, aunque eran en su mayor parte desconocedores de su existencia.

### Jóvenes X-Men
Después de que el equipo derrotó a Pierce, Bestia anunció que un análisis del ADN de Graymalkin había revelado que no sólo era un mutante sino además miembro de la familia de Charles Xavier desde hacía unos 200 años. Bestia también descubre que los poderes de Jonas se activaron cuando fue enterrado vivo, lo que también alargó su vida útil. Emma Frost le explicará algunos de los términos utilizados por los X-Men, como "telepatía". Ella le pregunta si tiene permiso para adentrarse en su mente, aunque él se niega enfáticamente. Graymalkin luego se une oficialmente al equipo de los Jóvenes X-Men.
Más tarde hablando con Anole, otro joven mutante gay, sobre su pasado este le asegura que estará a salvo con los X-Men. Jonas también ofrece su amistad a su compañero Ink al ver su aislamiento del resto del equipo. Lo hace afirmando que él también sabe lo que se siente al ser condenado al ostracismo.

### Invasión Secreta & Utopía
Graymalkin aparece luchando junto a los otros X-Men en San Francisco durante la invasión Skrull.
Cuando los manifestantes anti-mutantes liderados por Simon Trask marchan por San Francisco en apoyo a la Proposición X, Jonas y otros mutantes formarán parte de una turba pro derechos de los mutantes e intentarán parar la manifestación. Cuando Infernal se burla de los manifestantes, Trask llama a un motín y Graymalkin aparecerá defendiéndose en retirada junto a Anole y Bestia.

## Poderes y habilidades
Graymalkin tiene una serie de habilidades que aumentan y disminuyen según la exposición a la luz. Sus poderes parecen reforzarse con la falta de luz y se debilitan con la exposición a la misma, aunque no los pierde. Bestia descubrió que los poderes de Jonas se activaron cuando fue enterrado vivo y entró en animación suspendida durante más de 200 años. Su habilidad principal es la fuerza sobrehumana. Posee visión nocturna que le permite ver claramente en una oscuridad total. Bestia enumera invulnerabilidad y longevidad como habilidades adicionales, las cuales le permitieron sobrevivir a la presión y al frío extremo tras ser enterrado vivo.

## Otras versiones

### Jóvenes X-Men"El fin de los días"
En un futuro distópico representado en los dos últimos números de "Jóvenes X-Men", un adulto Graymalkin es uno de los últimos cuatro mutantes en "Xaviera," un ex Estado independiente que servía de refugio seguro a los mutantes. Ahora habla de una manera más actual y forma parte de un equipo de X-Men con Anole, Emma Frost (ahora llamándose a sí misma "Corazón de Diamante"), Lobezno y un Ink incapacitado y muy envejecido. Arena aparece de repente, ahora ha cambiado mucho en su apariencia y su personalidad con poderes alterados y procede a enfrentarse y matar fácilmente a cada uno de ellos. Después de herir a Anole, Jonas intenta atacar a Sooraya, pero su mayor fuerza es inútil contra su forma arenosa y es derrotado y asesinado.

## Acogida
Lyle Masaki en AfterElton.com del canal Logo expresó su interés en la viñeta en la que Graymalkin y su compañero gay Anole discuten sobre la identidad sexual de Jonas y las consecuencias al ser descubierto por su padre. Masaki elogió la interacción aparentemente platónica entre los dos afirmando que, "con el pequeño número de superhéroes gais que hay, la camaradería entre los personajes homosexuales es tan raro como las parejas del mismo sexo."